# Boechera breweri
Boechera breweri är en korsblommig växtart som först beskrevs av Sereno Watson, och fick sitt nu gällande namn av Al-shehbaz. Boechera breweri ingår i släktet indiantravar, och familjen korsblommiga växter.

## Underarter
Arten delas in i följande underarter:
- B. b. breweri
- B. b. shastaensis

## Bildgalleri

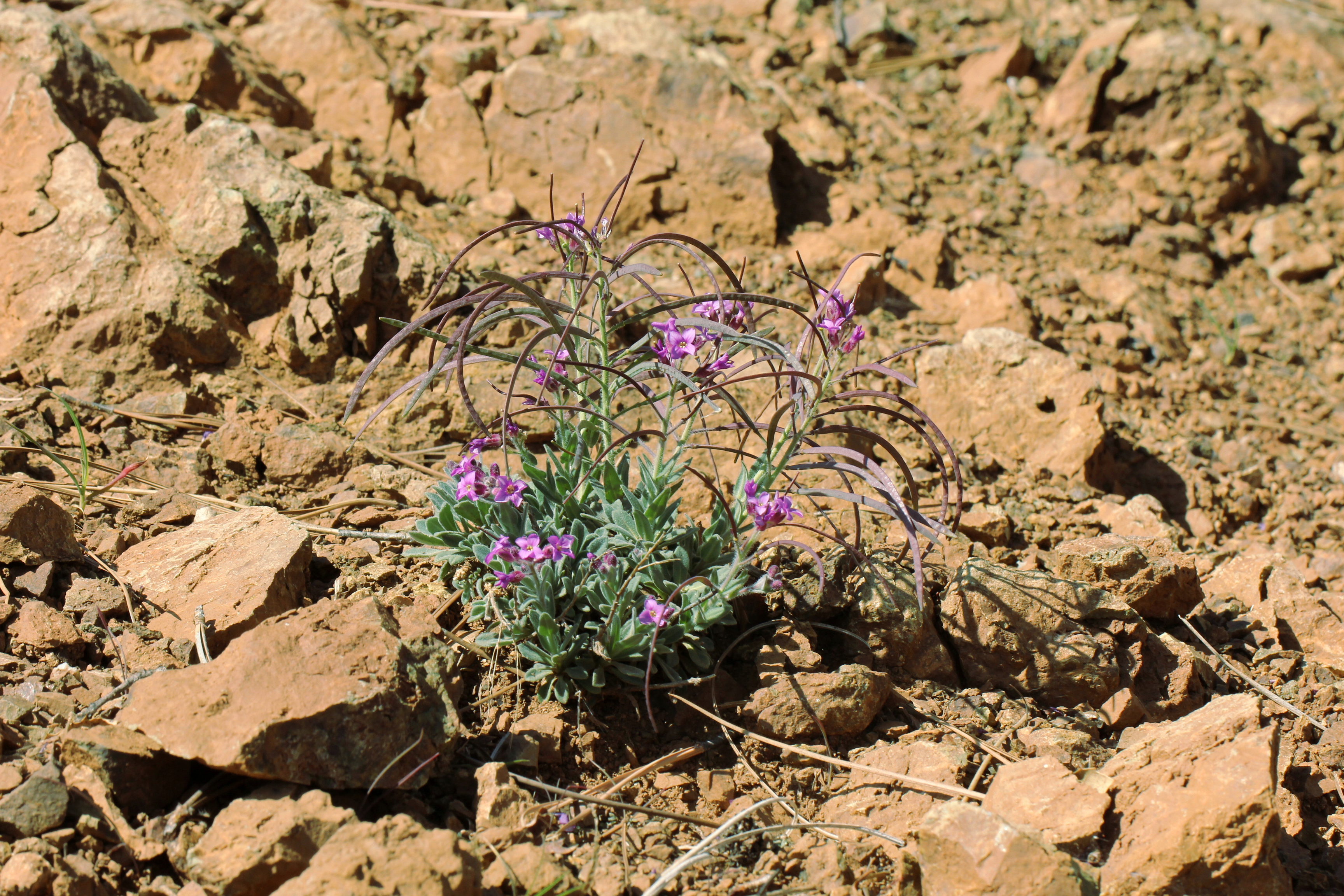
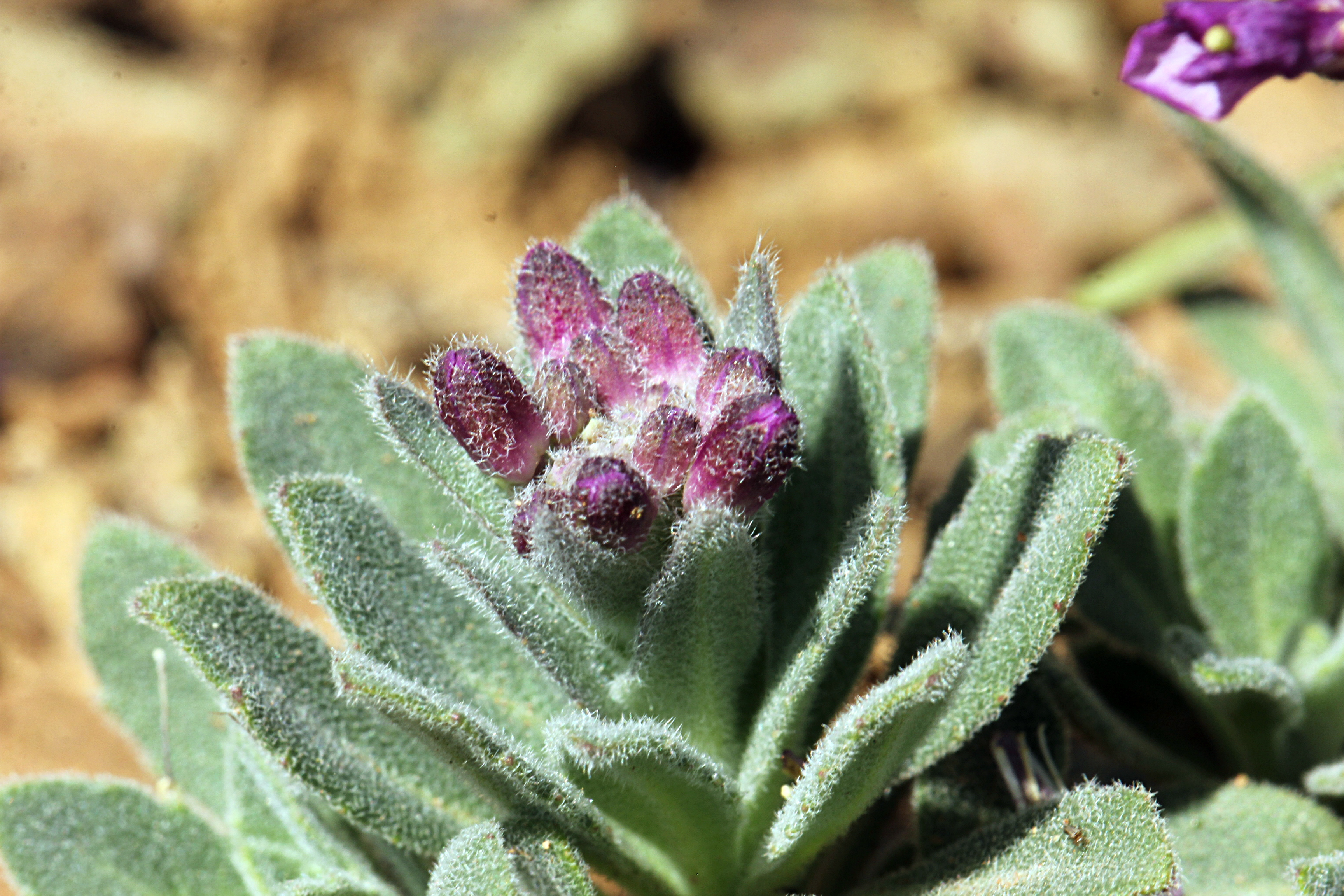
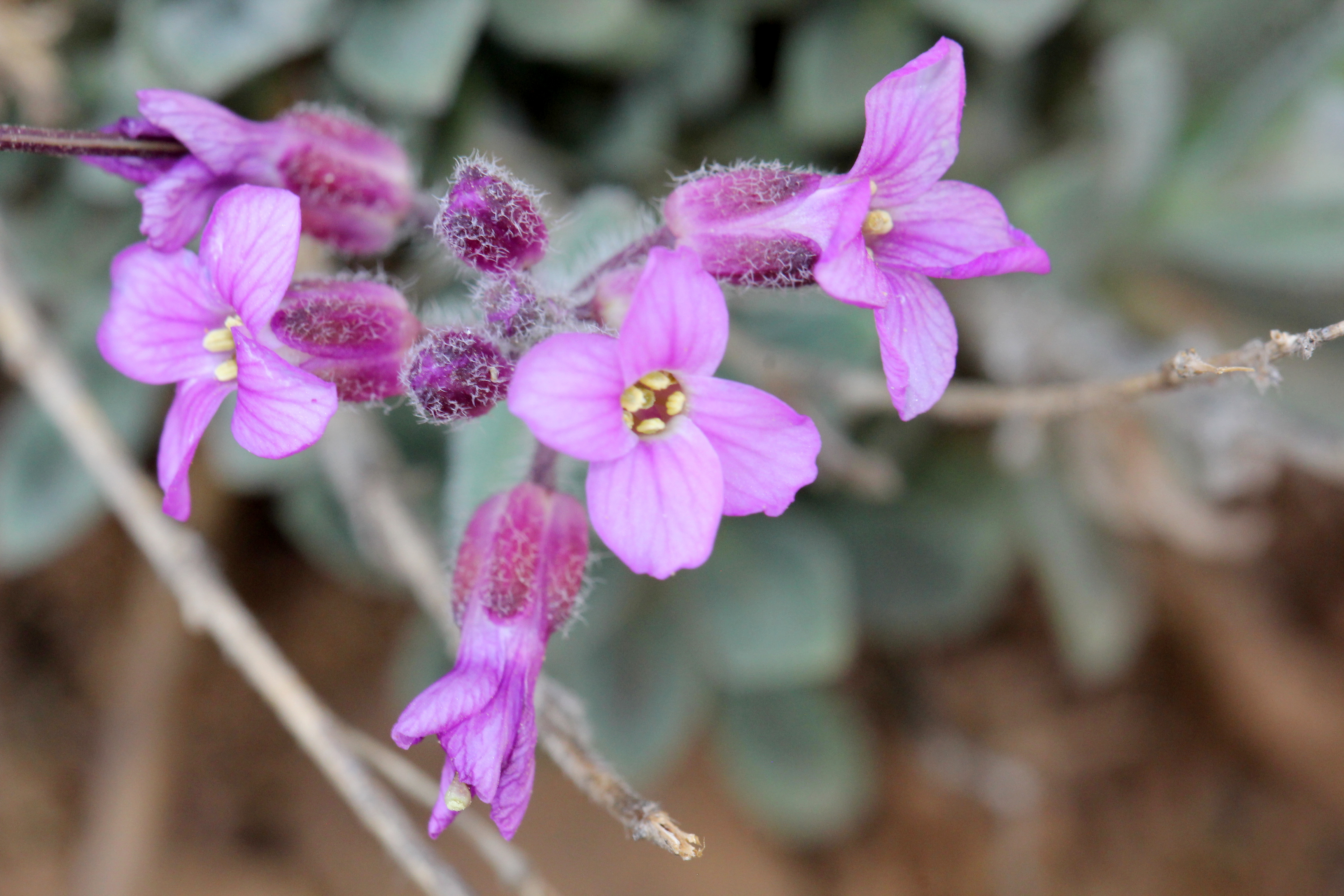